# جيمي بوين
جيمي بوين (بالإنجليزية: Jimmy Bowen)‏ هو منتج أسطوانات وكاتب أغاني وموسيقي أمريكي، ولد في 30 نوفمبر 1937 في Santa Rita, New Mexico ‏ في الولايات المتحدة.

## وصلات خارجية
- جيمي بوين على موقع IMDb (الإنجليزية)
- جيمي بوين على موقع ميوزك برينز (الإنجليزية)
- جيمي بوين على موقع ديسكوغز (الإنجليزية)
- جيمي بوين على موقع ديسكوغز (الإنجليزية)
- جيمي بوين على موقع قاعدة بيانات الفيلم (الإنجليزية)